# إذاعة محمد السادس للقرآن الكريم (المغرب)
إذاعة محمد السادس للقرآن الكريم هي محطة إذاعية دينية قرآنية مغربية .

## النشأة
تم إحداث إذاعة محمد السادس للقرآن الكريم يوم 16 أكتوبر 2004 بعد أن أعطى انطلاقتها الملك محمد السادس نصره الله، وذلك بتعاون بين وزارة الأوقاف والشؤون الإسلامية ووزارة الاتصال والإذاعة والتلفزة المغربية .

## أهدافها
تهدف إذاعة محمد السادس للقرآن الكريم إلى :
- تقديم حصص من القرآن الكريم قراءة وترتيلا وتعلما وتعليما .
- تقديم دروس في التفسير

## ترددات الإذاعة
- الرباط و نواحيها : 94.20 ميغاهرتز
- فاسمكناس سيدي قاسم و النواحي : 98.40 ميغاهرتز
- مراكش و النواحي : 91.70 ميغاهرتز
- الدار البيضاء و النواحي : 98.60 ميغاهرتز
- أكادير و النواحي : 87.90 ميغاهرتز
- تطوان و النواحي : 93.70 ميغاهرتز
- العيون و النواحي : 94.20 ميغاهرتز
- وجدة و النواحي : 96.10 ميغاهرتز
- طنجة و النواحي : 98.30 ميغاهرتز